# Ipomoea praecana
Ipomoea praecana är en vindeväxtart som beskrevs av Homer Doliver House. Ipomoea praecana ingår i släktet praktvindor, och familjen vindeväxter. Inga underarter finns listade i Catalogue of Life.